# 시라카와번
시라카와 번(일본어: 白河藩 시라카와한[*])은 일본 에도 시대 무쓰노쿠니 시라카와 군 시라카와 주변을 지배했던 번이다. 지금의 후쿠시마현 시라카와시 일대에 있었으며, 번청은 시라카와 성이다.

## 번의 역사
시라카와 지방은 고대에 시라카와 관이라는 관소가 세워졌고, 오우 지방의 출입구에 해당하는 요충지였기 때문에, 오우 지방의 도자마 다이묘들을 제압하기 위해 니와 가문을 제외하고는 유력 신판 다이묘, 후다이 다이묘들이 이곳을 영지로 받아 배치되었다. 센고쿠 시대에는 아이즈와카마쓰성주의 영지였으며, 가모 우지사토, 우에스기 가게카쓰, 가모 히데유키, 가모 다다사토의 지배하에 놓여 있었다.
1627년, 니와 나가시게가 다나구라번으로부터 전봉되어 시라카와 10만 석 영지에 들어옴으로써 시라카와 번이 처음 성립되었다. 나가시게는 시라카와 성과 조카마치를 건설하였으며, 2대 번주 니와 미쓰시게는 1643년에 니혼마쓰번으로 이봉되었다. 그해, 다테바야시번으로부터 사카키바라 다다쓰구가 14만 석으로 시라카와에 봉해졌다가 1649년에 다시 히메지번으로 옮겨갔다.
뒤이어 무라카미번으로부터 혼다 다다요시가 12만 석으로 입봉되었다. 그는 농지 개간 등을 통해 고쿠다카를 늘려, 나중에는 3만 7천 석을 증가시켰다. 2대 번주 혼다 다다히라가 1681년 우쓰노미야 번으로 옮겨가면서 시라카와에는 마쓰다이라 다다히로가 들어왔으나, 1692년, 가신들의 대립으로 인한 가문 내 분쟁 때문에 야마가타번으로 전봉되었다. 에치젠 마쓰다이라가의 마쓰다이라 나오노리가 15만 석으로 시라카와에 들어왔다. 그는 재정 개혁을 시도했으나 반대파의 저항으로 좌절하였고, 1741년, 3대만에 히메지번으로 옮겨갔다.
대신 다카다번으로부터 히사마쓰 마쓰다이라가의 마쓰다이라 사다요시가 11만 석을 받아 입번하였는데, 3대 번주 마쓰다이라 사다노부는 간세이 개혁의 시행자로 유명하다. 1823년, 4대 번주 마쓰다이라 사다나가 때 옛 영지인 구와나번으로 복귀가 명령되었다.
그 빈자리를 오시 번의 아베 마사노리가 시라카와 10만 석 영지로 들어왔다. 7대 번주 아베 마사토는 막부 말기에 로주가 되어 양이파의 반대를 무릅쓰고 효고를 개항시켜 결국 1864년 파면되고 영지 4만 석을 삭감당하였다. 8대 번주 아베 마사키요는 1866년에 다나구라번으로 전봉되었고, 시라카와 땅은 니혼마쓰번의 관리하에 들어가게 되어, 보신 전쟁 당시에는 번주가 없는 상태였다. 1868년, 마사키요는 다시 시라카와로 복귀하였으나 그해 다시 다나구라로 돌아가면서 시라카와 번은 폐번되었다. 이후 메이지 정부의 직할령이 되었다가 1869년 음력 8월에 시라카와 현으로 재편되었으며, 폐번치현 이후 니혼마쓰 현을 거쳐 후쿠시마현에 편입되었다.

## 역대 번주
니와 가문
1. 니와 나가시게(丹羽長重) 재위 1627년 ~ 1637년
2. 니와 미쓰시게(丹羽光重) 재위 1637년 ~ 1643년

사카키바라 가문
- 사카키바라 다다쓰구(榊原忠次) 재위 1643년 ~ 1649년

혼다 가문
1. 혼다 다다요시(本多忠義) 재위 1649년 ~ 1662년
2. 혼다 다다히라(本多忠平) 재위 1662년 ~ 1681년

오쿠다이라 마쓰다이라 가문
- 마쓰다이라 다다히로(松平忠弘) 재위 1681년 ~ 1692년

에치젠 마쓰다이라 가문
1. 마쓰다이라 나오노리(松平直矩) 재위 1692년 ~ 1695년
2. 마쓰다이라 모토치카(松平基知) 재위 1695년 ~ 1729년
3. 마쓰다이라 아키노리(松平明矩) 재위 1729년 ~ 1741년

히사마쓰 마쓰다이라 가문
1. 마쓰다이라 사다요시(松平定賢) 재위 1741년 ~ 1770년
2. 마쓰다이라 사다쿠니(松平定邦) 재위 1770년 ~ 1783년
3. 마쓰다이라 사다노부(松平定信) 재위 1783년 ~ 1812년
4. 마쓰다이라 사다나가(松平定永) 재위 1812년 ~ 1823년

아베 가문
1. 아베 마사노리(阿部正権) 재위 1823년
2. 아베 마사아쓰(阿部正篤) 재위 1823년 ~ 1831년
3. 아베 마사아키라(阿部正瞭) 재위 1831년 ~ 1838년
4. 아베 마사카타(阿部正備) 재위 1838년 ~ 1848년
5. 아베 마사사다(阿部正定) 재위 1848년
6. 아베 마사히사(阿部正耆) 재위 1848년 ~ 1864년
7. 아베 마사토(阿部正外) 재위 1864년 ~ 1866년
8. 아베 마사키요(阿部正静) 재위 1866년, 1868년

직할령 1866년 ~ 1868년, 1868년 ~ 1871년

## 지번
- 시라카와 신덴 번(오쿠다이라·에치젠 마쓰다이라 가문 통치 시대)
- 아사카와번(혼다 헤이하치로 가문 통치 시대)
- 이시카와번(혼다 헤이하치로 가문 통치 시대)